# Pancur (Lingga Utara)
Pancur is een bestuurslaag in het regentschap Lingga van de provincie Riau-archipel, Indonesië. Pancur telt 1543 inwoners (volkstelling 2010).